# Élections législatives de 1951 en Oubangui-Chari
Les élections législatives françaises de 1951 se tiennent le 17 juin. Ce sont les deuxièmes élections législatives de la Quatrième République.

## Mode de scrutin
Le mode d'élection choisit pour ce département est le scrutin uninominal à un tour.
Dans le territoire d'Oubangui-Chari, deux députés sont à élire pour les personnes relevant du statut personnel.

## Élus
| Député sortant     | Parti | Parti | Député élu ou réélu | Parti | Parti |
| ------------------ | ----- | ----- | ------------------- | ----- | ----- |
| Barthélemy Boganda |       | MESAN | Barthélemy Boganda  |       | MESAN |

## Résultats

### Résultats à l'échelle du département
|          | MESAN    | Barthélemy Boganda *  | 31 631  | 48,19  |  |  |
|          | RPF      | Marcel Bella          | 21 637  | 32,96  |  |  |
|          | UO       | Georges Darlan        | 8 288   | 12,63  |  |  |
|          |          | Mr Friedrich          | 2 877   | 4,38   |  |  |
|          | SFIO     | Michel Gallin-Douathé | 1 208   | 1,84   |  |  |
|          |          |                       |         |        |  |  |
| Inscrits | Inscrits | Inscrits              | 111 201 | 100,00 |  |  |
| Votants  | Votants  | Votants               | 67 746  | 60,92  |  |  |
| Exprimés | Exprimés | Exprimés              | 65 641  | 96,89  |  |  |